# 施图登岑
施图登岑是奥地利施蒂利亚州费尔德巴赫县的一个市镇。总面积5.92平方公里，总人口706人，人口密度119.3人/平方公里（2001年）。